# Playa de Garbet
La Playa de Garbet (en catalán: Platja de Garbet) es una playa ubicada en el término municipal de Colera, en la provincia de Gerona, Cataluña, España. Tiene una longitud de 410 metros y una anchura de 30, y está compuesta de guijarros.

## Situación
La Playa de Garbet está ubicada en la Bahía de Garbet, una parte del Mar Mediterráneo. Está rodeada de montañas, y se encuentra en el municipio de Colera, en la comarca del Alto Ampurdán, en Cataluña. La zona donde se ubica la playa es montañosa y virgen, y hay muy pocos edificios o construcciones.
La playa está a unos 2,5 kilómetros del núcleo urbano de Colera, y a 4,5 kilómetros de Llansá. La única forma de llegar es por la carretera  N-260 . Hay aparcamiento y una parada de autobús de Moventis (línea 12).